# Mont Foster (Québec)
Pour les articles homonymes, voir Mont Foster.
Le mont Foster est un sommet des monts Sutton culminant à 713 m d'altitude. Il est situé au Québec, dans la région administrative de l'Estrie, et il est partagé entre les municipalités de Saint-Étienne-de-Bolton et de Bolton-Ouest.

## Toponymie
Cette montagne est nommée à la mémoire du juge Samuel Willard Foster (1827-1915) en raison de l’importance de ce résident pour la région.

## Géographie

### Situation, topographie
S'élevant à 713 mètres d'altitude, ce mont se situe au sud du mont Saint-Étienne (559 m), au nord-ouest du village de Bolton Centre (qui fait partie de la municipalité de Bolton-Est) et juste au nord du mont Gauvin (595 m). Le mont Glen se trouve à proximité et entre les deux se trouve une vallée avec le chemin Glen et l'étang Baker.

### Faune et flore
53 oiseaux ont été recensés incluant la grive des bois, la paruline du Canada et le pioui de l’Est. La salamandre pourpre, la salamandre sombre du Nord et la grenouille des marais ont également été répertoriées dans certaines sections de la montagne. L'endroit se trouve dans l'aire de répartition de l’orignal, du lynx roux, de l’ours noir et du pékan, il est donc possible d’apercevoir des traces de leurs passages.

## Histoire

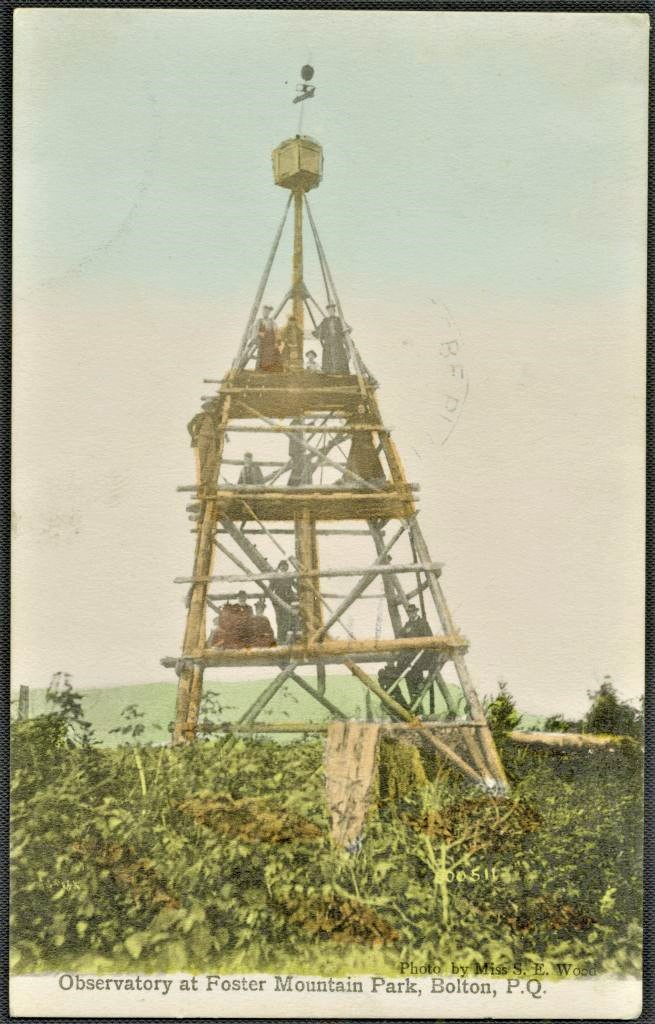
Première tour construite par le juge Foster.

L’origine de la fréquentation du lieu comme source d'agrément par les habitants des environs est intimement liée au juge Foster qui possédait le dessus de la montagne pendant de nombreuses années. Il a construit un accès jusqu'au sommet et il a érigé une tour de guet de 54 pieds en bois rond. L’inauguration de ce parc a eu lieu le 24 août 1894,.

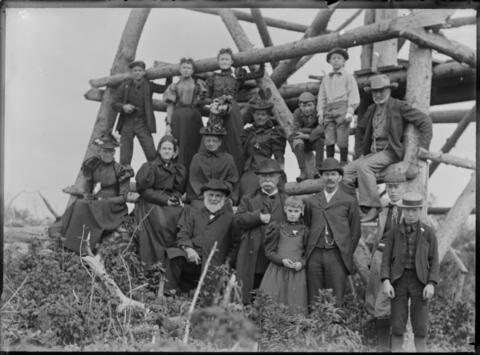
Le juge Foster.

Des repas en plein air, certains jeux et festivités se déroulaient parfois sur la montagne,,,. Le 9 août 1902, jour du couronnement du roi Édouard VII, un grand feu fut allumé sur le sommet de concert avec des feux d’artifice. Un ballon aurait aussi été envoyé dans le ciel avec la mention sur une étiquette que la personne qui le retrouverait pourrait réclamer 5 dollars au juge Foster.
En 1914, Foster, âgé alors de 87 ans, a rebâti la tour en bois équarri, car l’ancienne structure devenait dangereuse. Des hommes de M. C. Rhicard ont travaillé sur la construction du nouvel ouvrage. L’observatoire a été utilisé, par les représentants du ministère de la Milice et de la Défense, pour cartographier le pays, mais le lieu était surtout populaire pour les pique-niques et les rassemblements, car il offrait une vue panoramique à 360° sur la campagne environnante. La tour a été abattue dans le début des années 1930. Vers 1937 ou 1938, le mont Foster fut vendu à une entreprise privée ; on y coupa le bois laissant à cette montagne une faible valeur commerciale.
Bien que la tour ait été détruite et que le parc ait arrêté d’exister, le lieu a continué à être fréquenté par des personnes voulant faire des pique-niques pendant de nombreuses années,,. En 1959, la montagne était aussi un endroit de camping pour les scouts.
Vers 1958, il y a eu un projet de parc national sur la montagne qui ne s’est jamais concrétisé. Une requête du député de Brome, Glen Brown, demandait la création d’une aire protégée pour mettre en évidence l’importance de M. Foster pour la population du comté et souligner le lien notable que cette figure régionale avait avec l’endroit ayant érigé un observatoire sur le sommet. Le député de Brome proposait de protéger 200 acres de terrain. Les principaux attraits du site auraient été la présence de plusieurs sources d’eau jaillissant du flanc de la montagne dont une sulfureuse et un fort potentiel récréatif avec une descente de ski d’un mille et demi dont un mille ne nécessitant aucune amélioration.
En 1992, une autorisation fut demandée pour installer une tour de Bell Cellulaire sur le dessus de la montagne. Cependant, « la municipalité régionale de comté de Memphrémagog avait montré des réticences, craignant que la structure n’enlève une partie de son attrait à un paysage naturel d’une grande beauté et que le déboisement du site choisi ne provoque une érosion des pentes du mont Foster. » Bell Canada a accepté de faire une entorse à une politique d'entreprise qui restreignait l’utilisation de ses équipements par d’autres firmes spécialisées en télécommunications et elle a permis à Bell Cellulaire d'user d'une de ses tours dans le secteur.

### La tour des scouts

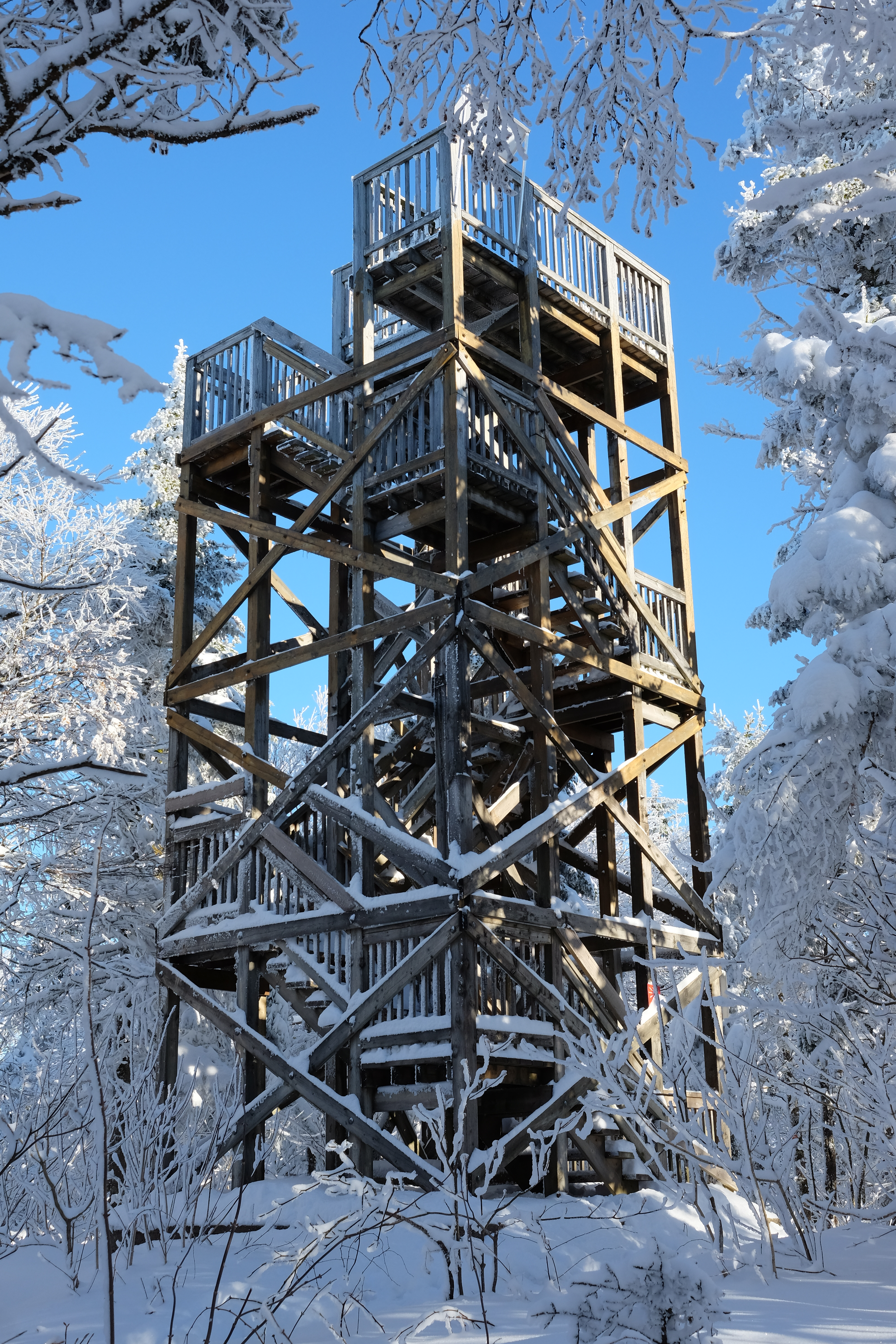
La tour des scouts en décembre 2024.

La tour d’observation en bois actuelle a été bâtie par trente parents et amis du groupe 4th Lake Magog Scout à l’automne 1995. Le projet cadrait bien avec l’intention de l’organisme des Sentiers de l’Estrie de réviser leurs aménagements dans le secteur de Bolton. La construction a nécessité six mois de planification et l’implication de plusieurs bénévoles.
L’entreprise a commencé par la remise en état de la piste de véhicules tout-terrain par les employés de la station de ski du mont Glen, afin de l’approcher autant que possible du sommet. Par la suite, les ingénieurs de Chabot, Pomerleau & Associés ont supervisé la construction de la tour, tandis que les scouts ont préparé une fin de semaine d'efforts collectifs pour ériger la structure. Un pont aérien fut mis en place pour transporter 15 000 livres de matériaux de construction sur le site et pour l’installation de la fondation en béton.
Le 30 et 31 septembre 1995, une trentaine de parents et amis du groupe scout se sont réunis pour travailler ensemble durant 17 heures sur ce projet, rapidement devenu une attraction locale. Pendant que l'équipe de bénévoles installait le plancher de la plate-forme à dix mètres du sol, les premiers visiteurs appréciaient déjà le paysage. Finalement, le 21 octobre, l’ouvrage fut terminé.

### Saga du mont Foster
Durant plusieurs années, le sommet du mont Foster était la propriété de l’homme d’affaires Peter White. À la fin des années 1990, les terrains de M. White sur la montagne faisaient partie du parc récréatif du mont Glen créé par la Fondation de la forêt habitée de Bolton. Ce parc comprenait aussi le mont Gauvin et la station de ski du mont Glen. La Fondation de la forêt habitée de Bolton, dont l’objectif était la mise en place d’un mode d’exploitation du potentiel de la forêt, privilégiait la conservation pour cette montagne.
Cependant, les propriétés de M. White et de M. Wakem ont été vendues en 2007 et elles ont été achetées par l’entreprise Domaine Mont Foster. Par la suite, un développement immobilier de luxe a débuté en 2008 avec l’obtention de certains permis de la municipalité de Bolton-Ouest. Le projet initial, réparti en quatre phases, consistait en la construction d’environ 67 résidences. 44 maisons étaient prévues à Bolton-Ouest et 23 à Saint-Étienne-de-Bolton,. En février 2012, la construction des nouveaux chemins a été arrêtée et une enquête a été faite par le ministère du Développement durable et de l’Environnement, de la Faune et des Parcs, puisque le promoteur n’avait pas de certificat d’autorisation pour procéder aux travaux de déboisement et de dynamitage.
En ce qui concerne la MRC, un contrôle intérimaire a été mis en place, en 2012, car la municipalité de Bolton-Ouest tardait à se conformer au nouveau schéma d’aménagement de 2008 qui interdisait toute construction ou des prolongements de route en dehors du périmètre urbain. Ne possédant pas de périmètre urbain, le conseil de Bolton-Ouest a voulu mettre en place une zone d’affectation résidentielle rurale pour permettre que le développement immobilier du mont Foster se poursuive. Après deux reports de décision par la MRC dans la première moitié de l’année 2012 et en réponse à la mobilisation des West Boltonites avec notamment le dépôt d’une pétition de 381 noms, la municipalité de Bolton-Ouest a reculé sur l’aménagement d’un secteur où l’ouverture de nouveaux chemins aurait été permise,. À l’été 2012, Saint-Étienne-de-Bolton bloque le projet sur son territoire avec une série de mesures contraignantes.
L’impossibilité de construire de nouvelles routes provoqua une non-conformité du projet avec la réglementation de la municipalité de Bolton-Ouest. En effet, un règlement municipal interdisait qu’une rue se terminant en cul-de-sac compte plus de 11 lots. En 2013, le promoteur soumit une ébauche révisée de 11 lots pour la phase 1 conforme à la réglementation de la municipalité. La nouvelle proposition fut à l’étude par le conseil de Bolton-Ouest pour le reste de l’année 2013. La même année, les opposants au projet du domaine du mont Foster subirent un revers avec la défaite aux élections de l’équipe Bernard Côté.
Fin 2014, dans un désir de donner l'occasion aux propriétaires de bâtir leurs demeures sur certains lots déjà vendus, Bolton-Ouest adopte une résolution ayant trait à l’émission d’attestations de conformité permettant ainsi la construction sur 11 lots. Cependant, les opposants au projet immobilier jugent que le règlement a été contourné, car certains lots n’ont pas été compris dans l’analyse de conformité du règlement.
En avril 2015, Bolton-Ouest a exercé son droit de réserve pour fins publiques sur deux lots du projet bloquant ainsi la construction sur ces terrains pour deux ans. Cette mesure fut toutefois contestée devant les tribunaux. N’ayant pas réussi à obtenir les avis de conformités de la municipalité et de la MRC en plus du certificat d’autorisation du ministère de l’Environnement, l’interdiction de poursuivre le projet au-delà des onze lots fut prolongée plusieurs années,.
L’accès à la montagne par les sentiers de randonnée fut interdit pour la population et un des promoteurs menaça de détruire la tour des scouts pour faire pression sur les citoyens et sur les autorités locales.
En 2018, une entente est faite entre les responsables du projet immobilier, l’organisme Corridor appalachien et la municipalité de Bolton-Ouest pour créer une aire de conservation sur une section de la montagne en échange de l'ajout de maisons de prestige dans une autre portion des pentes. Le nouveau développement immobilier comportait la construction de 24 maisons exclusivement à Bolton-Ouest et la mise en place de nouveaux règlements plus contraignants en matière de déboisement pour les futurs propriétaires. Cet achat était conditionné à l’acceptabilité sociale du nouveau projet. Avec l’important appui de la municipalité de Bolton-Ouest et de Corridor appalachien,, le « oui » l’a emporté à 76 % durant la consultation du 7 juin 2019. Les propriétaires de Bolton-Ouest étaient invités à se prononcer par la poste pour le projet de conservation et de développement du mont Foster. Par la suite, les autres certificats de conformité furent délivrés par la MRC sur la base d’un droit acquis des promoteurs.
Une demande est faite en 2019, à la ministre des Changements climatiques du Canada pour imposer un décret d’urgence pour protéger la salamandre pourpre.
Finalement, l'organisme Corridor appalachien avec l’aide du financement gouvernemental, de fondations publiques et privées et du soutien de la population a fait l’acquisition des terrains pour 1,9 million à la fin de l’année 2019,.
De nouveaux sentiers pédestres furent construits sur la montagne par l’organisme de conservation et ils furent inaugurés en 2022.
En 2024, un don important de six hectares d'une valeur d'un million de dollars est fait par les propriétaires pour agrandir l’aire protégée.

## Activités
La randonnée est la principale activité sur la montagne. Un réseau de sentiers de 4,5 km est entretenu par Corridor appalachien. Le réseau se raccorde aux sentiers de l’Estrie.

## Dans la culture

### Cinéma
- My Side of the Mountain réalisé en 1969[51]
- Mont Foster réalisé en 2019[52]